# Горенко, Дмитрий Васильевич
Дмитрий Васильевич Горенко (род. 13 февраля 1975, Барнаул) — советский и российский хоккеист, нападающий. Мастер спорта России. Тренер.

## Биография
Воспитанник барнаульского хоккея, тренер Леонид Миневич. В сезоне 1990/91 провёл семь матчей за «Мотор» Барнаул во второй лиге. Выступал в МХЛ — РХЛ — Суперлиге за ЦСКА (1991/92 — 1994/95), «Авангард» Омск (1995/96 — 1996/97), СКА-«Амур» / «Амур» (1997/98 — 1999/2000). Затем играл в низших лигах за «Мотор» (2001/02 — 2002/03, 2006/07 — 2012/13), «Энергия» Кемерово (2003/04 — 2005/06).
На драфте НХЛ 1993 года был выбран в 9-м раунде под 214-м номером клубом «Хартфорд Уэйлерз».
Бронзовый призер чемпионата МХЛ 1996 года. Победитель мемориала Блинова 1996, серебряный призёр турнира памяти Александра Белосохова 2001. Серебряный призер чемпионата Европы среди юниоров (1993).
С сезона 2013/14 — тренер в СДЮШОР «Алтай».